# Stephen Scott
Stephen Scott (Queens, NY, 13 maart 1969) is een Amerikaanse jazzpianist.

## Loopbaan
Scott begon op zijn vijfde piano te spelen. Hij deed dat zo goed, dat hij op twaalfjarige leeftijd privélessen kreeg op Juilliard School of the Performing Arts. Hij werd klassiek gevormd, maar werd al snel beïnvloed door reggae en salsa. Toen hij achttien was ontdekte hij, dankzij saxofonist Justin Robinson, de jazz. Hij speelde kort daarop al in de band van zangeres Betty Carter. Hij werkte met musici als de Harper Brothers, Wynton Marsalis, Bobby Watson en Bobby Hutcherson samen en maakte opnames. Vanaf 1991 ging hij mainstream-albums voor Verve opnemen, met jonge musici en oudgedienden als Joe Henderson, Ron Carter en Elvin Jones. In 1995 speelde hij op Joe Hendersons succesalbum Lush Life mee.
Zijn album The Beautiful Thing laat Latin en soulinvloeden horen. Hij is technisch briljant, maar heeft oog voor de traditie van de jazzpiano.